# Macrognathus malabaricus
Macrognathus malabaricus és una espècie de peix pertanyent a la família dels mastacembèlids.

## Descripció
- Fa 26 cm de llargària màxima (normalment, en fa 20).[5][6]

## Hàbitat
És un peix d'aigua dolça, bentopelàgic i de clima tropical que viu als rius costaners, rierols, llacunes i arrossars.

## Distribució geogràfica
Es troba a Àsia: l'Índia.

## Observacions
És inofensiu per als humans.